# Velký Chlumec
Velký Chlumec è un comune della Repubblica Ceca facente parte del distretto di Beroun, in Boemia Centrale.